# Si Kaddour Benghabrit
Abdelkader Ben Ghabrit (in arabo عبد القادر بن غبريط‎?; Sidi Bel Abbes, 1º novembre 1868 – Parigi, 24 giugno 1954) è stato un imam e diplomatico algerino naturalizzato francese.
È noto per essere stato il fondatore della Grande moschea di Parigi e per aver protetto centinaia di ebrei e di membri della resistenza dalle persecuzioni naziste durante la seconda guerra mondiale.

## Biografia
Si Kaddour Benghabrit nacque a Sidi Bel Abbes da un'importante famiglia di origine andalusa di Tlemcen. Dopo aver frequentato la Madrasa di Algeri e l'Università al-Qarawiyyin di Fès iniziò la carriera in giurisprudenza.
Nel 1892, lavorò come interprete alla legazione francese a Tangeri e diventò tramite tra le rappresentanze nordafricane e il Ministero francese degli affari esteri, per poi divenire direttore della legazione di Tangeri tra il 1900 e il 1901. Nel 1901, prese parte alla commissione franco-marocchina per delineare la frontiera tra il Marocco e l'Algeria francese, e poi, nel 1906, alla delegazione francese alla Conferenza di Algeciras, che formalizzò l'influenza francese in Marocco.

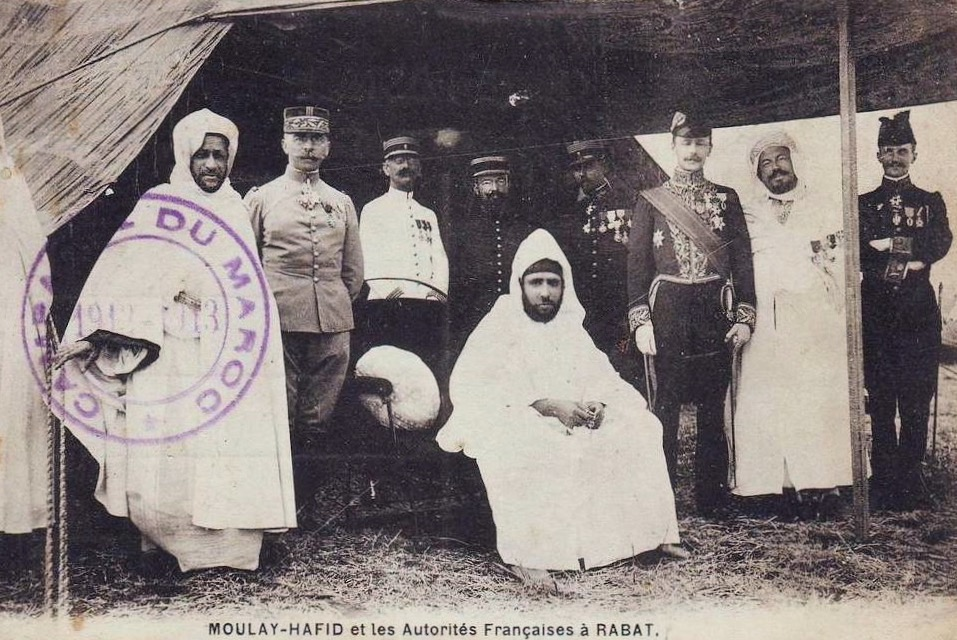
Abdelqader Ben Ghabrit (secondo da destra) con Muhammad al-Muqri, Charles Émile Moinier e il sultano marocchino Mulay Abd al-Hafiz, a Rabat l'8 agosto 1912.

### Il trattato di Fès
Nel 1912, contribuì come interprete ai negoziati tra il sultano marocchino Mulay Abd al-Hafiz e il diplomatico francese Eugène Regnault che portarono al Trattato di Fès, che stabilì il protettorato francese in Marocco. Il generale Hubert Lyautey lo promosse poi con una posizione come capo del protocollo sul sultano.

### La prima guerra mondiale
Nel 1916, le autorità francesi lo inviarono nel Hegiaz per dirigere la missione diplomatica francese a La Mecca per facilitare il Ḥajj e assicurare il benessere dei suoi concittadini, e per convincere Al-Husayn ibn Ali ad interrompere le relazioni con l'Impero ottomano e ad unirsi agli Alleati, promettendo l'appoggio francese a un califfato arabo.
Nel 1917, Si Kaddour fondò la Mahkama di Algeri e la Société des Habous et Lieux saints de l'islam, il cui obiettivo era facilitare il pellegrinaggio dei musulmani maghrebini a La Mecca. La società acquistò due alberghi a Medina e a La Mecca per i pellegrini.

### La Grande moschea di Parigi

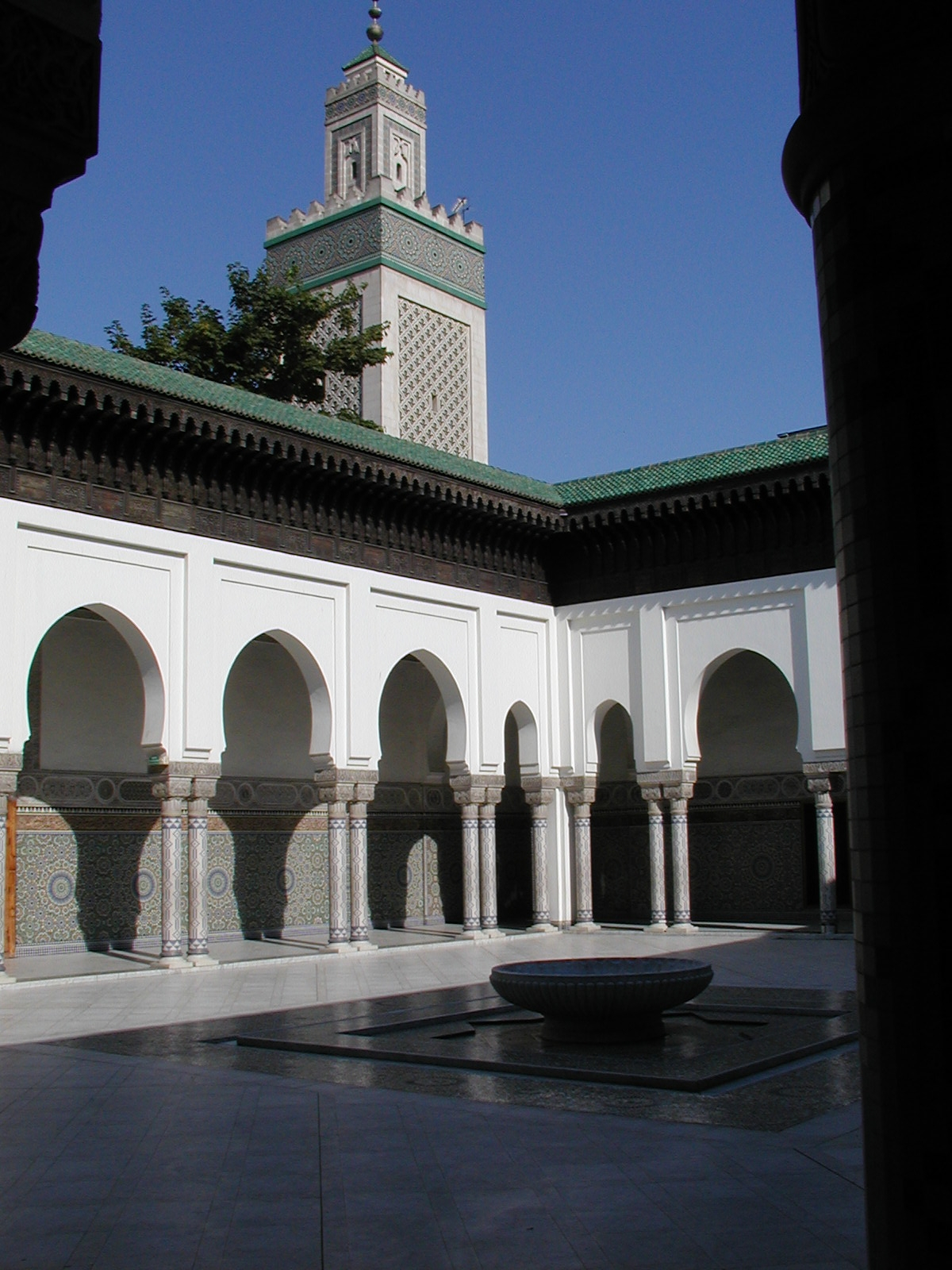
Cortile interno della Grande moschea di Parigi.

Nel 1920, la Société des Habous et Lieux saints de l'islam si impegnò per ottenere l'autorizzazione per costruire un istituto e una moschea a Parigi, in modo da realizzare una struttura che simboleggiasse l'eterna amicizia tra la Francia e l'Islam e che commemorasse il sacrificio delle decine di migliaia di soldati musulmani che morirono combattendo nelle file francesi durante la prima guerra mondiale, in particolare nella battaglia di Verdun. La Grande moschea di Parigi fu costruita nel V arrondissement, e fu completata nel 1926.
L'Istituto musulmano della Moschea di Parigi fu inaugurato per assistere i musulmani che vivessero o visitassero Parigi, oltre a sostenere l'integrazione degli immigrati musulmani in città.
Uomo sofisticato e frequentatore dei salotti parigini, Ben Ghabrit fu definito "il più parigino dei musulmani".

### La seconda guerra mondiale
Nel corso della seconda guerra mondiale, dopo la disfatta francese, Ben Ghabrit si impegnò per proteggere i membri della sua comunità, sia musulmani che ebrei, realizzando documenti falsi per centinaia di ebrei per certificarli come musulmani. Si organizzò anche per far sì che i rifugiati ebrei, perseguitati dalle autorità naziste, rimanessero nascosti nella moschea, per poi affidarli alla resistenza in modo che li portasse fuori dai confini del paese. Molti musulmani presero parte alla resistenza durante l'occupazione.
Gli ebrei salvati dalla Moschea di Parigi si contano nell'ordine delle centinaia, e tra loro si ricorda il cantante algerino Salim Halali. Nel documentario La Mosquée de Paris, une résistance oubliée, prodotto nel 1991, Derri Berkani afferma che erano i partigiani di origine algerina a portare in salvo gli ebrei nella moschea. La missione di questi partigiani algerini comprendeva anche il recupero dei paracadutisti britannici per portarli al riparo. I partigiani fornirono assistenza alle famiglie ebree che conscevano, sistemandoli nella moschea, in attesa che fossero forniti loro documenti per emigrare nella Zone libre o per attraversare il Mediterraneo in modo da raggiungere il Maghreb.
Le stime degli ebrei salvati dalla Moschea di Parigi differiscono secondo gli autori. Annie-Paule Derczansky, presidente dell'Association des Bâtisseuses de paix, afferma che secondo Albert Assouline, sarebbero state salvate 1.600 persone. D'altra parte, Alain Boyer, ex rappresentante degli affari religiosi del Ministero dell'interno ha dichiarato che il numero si aggira intorno alle 500 persone.
Si Kaddour Bengharbit morì a Parigi nel 1954. Fu sepolto in un'area riservata a nord della Moschea di Parigi secondo il rito malikita. La pronipote Nouria Benghabrit-Remaoun è stata ministro dell'Educazione nazionale nel terzo governo Sellal.
Bâtisseuses de Paix, un'associazione di donne ebree e musulmane, ha presentato nel 2005 una petizione allo Yad Vashem per riconoscere Si Kaddour Benghabrit tra i Giusti tra le nazioni.